# Santiaguillo, Acámbaro
Santiaguillo är en ort i Mexiko.   Den ligger i kommunen Acámbaro och delstaten Guanajuato, i den södra delen av landet, 180 km väster om huvudstaden Mexico City. Santiaguillo ligger 1 913 meter över havet och antalet invånare är 886.
Terrängen runt Santiaguillo är platt åt sydväst, men åt nordost är den kuperad. Terrängen runt Santiaguillo sluttar söderut. Runt Santiaguillo är det ganska tätbefolkat, med 75 invånare per kvadratkilometer. Närmaste större samhälle är Acámbaro, 12,2 km sydväst om Santiaguillo. Trakten runt Santiaguillo består till största delen av jordbruksmark.